# Бен Ядир, Набиль
Набиль Бен Ядир (фр. Nabil Ben Yadir; род. 24 февраля 1979, Моленбек-Сен-Жан, Бельгия) — бельгийский актёр, кинорежиссер и сценарист марокканского происхождения.

## Биография
Прежде чем стать режиссером, Бен Ядир работал электромехаником на заводе «Volkswagen». Карьеру в кино он начал в начале 2000-х годов как актёр. Его первый полнометражный режиссерский дебют, кинокомедия «Бароны», поставленная в 2009 году в соавторстве с Лораном Бранденбургером и Себастьеном Фернандезом, был номинирован в категориях за лучшую режиссуру и лучший сценарий на бельгийскую национальную кинопремию «Магритт».
Второй полнометражный фильм Бен Надира «Марш» (2013) был номинирован в нескольких номинациях на «Магритт», в том числе как лучший фильм и за лучшую режиссерскую работу.
Политический триллер режиссера «Слепая зона», который вышел на экраны в 2017 году, также был номинирован на премию «Магритт» 2018 года в 4-х категориях, в том числе как лучший фильм и за лучшую режиссуру.